# Shirina Delic
Shirina Delic is een personage uit de Nederlandse soapserie Onderweg naar Morgen dat wordt gespeeld door actrice Katarina Justic. Het personage werd geïntroduceerd aan het begin van seizoen 12, gelijktijdig met onder meer Sanne Klein, Chris Vroman, Iris Overbeek en Ilyas Cabar. Op dit moment is Shirina gelukkig met haar man Ilyas Cabar.

## Karakter
In seizoen 12 leren we Shirina kennen als een lieve en zorgzame vrouw, die haar passie kwijt kan in haar werk als verpleegster. Bovendien verzorgt ze haar latere man Daan Starrenburg, die aan kanker lijdt. In seizoen 13 leren we Shirina echter ook kennen als een hysterische en gemene verschijning, die niets of niemand uit de weg gaat om haar doelen te bereiken.
In de seizoenen die volgen zien we dat Shirina een labiel persoon, waarbij de hierboven genoemde karaktereigenschappen plots weer op kunnen steken. Daarnaast is Shirina in seizoen 15 moslima geworden en besteedt ze veel aandacht aan het geloof.

### Werk
- Verpleegster in het AZB
- Cursusleider in Muiderpoort (zelfverdediging voor vrouwen)

### Woonomgeving
- Kamer in Pakhuis

## Levensloop in Amsterdam

### Aankomst
In augustus 2004 komt het personage Shirina Delic voor het eerst in beeld. Ze gaat in het AZB Ziekenhuis werken en neemt al snel haar intrede in het Pakhuis.

### Verpleegster in het AZB
Shirina gaat aan de slag in het Academisch Ziekenhuis Beatrix als verpleegster. Ze is een lieve werkneemster die alle tijd neemt voor haar patiënten. Shirina heeft een oogje op kinderarts Bram de Boei, maar deze ziet haar niet staan.

### Yvonne Hulst
Als Shirina in de lift een ziek jongetje en diens moeder leert kennen, bekommert ze zich meteen om het jongetje (Pascal). Zijn moeder (Yvonne Hulst) blijkt een alcoholiste te zijn en durft Pascal niet te laten onderzoeken. Shirina zet haar eigen baan op het spel door Yvonne te helpen en probeert te bemiddelen tussen Yvonne en Bettina Wertheimer, die de oma is van het jongetje. Shirina zit echter tussen beide partijen in, aangezien Yvonne niet van de drank af kan blijven en Bettina de voogdij over Pascal af wil dwingen. Uiteindelijk lukt het Yvonne - met dank aan Shirina - haar leven weer op de rails te krijgen - en krijgt zij Pascal weer in huis.

### Huwelijk met Daan
In het voorjaar van 2005 leert Shirina de blonde Daan Starrenburg kennen, die naar Nederland is gekomen om afscheid te nemen van zijn vrienden. Daan lijdt namelijk aan teelbalkanker en zal binnen niet al te lange tijd overlijden. Zijn ex Kyra Isarin ziet toe hoe Daan en Shirina naar elkaar toegroeien, een relatie krijgen en tussen de chemokuren door zelfs trouwen. Gelukkig voor Daan blijkt er een fout te zijn gemaakt bij de diagnose en wordt hij binnen enkele maanden genezen verklaard. Shirina maakt haar huwelijk echter stuk door te rommelen met de medicijnen van Daan, worden hij en Kyra een motorongeluk ternauwernood overleven.

### Relatie met Noor
Na haar stukgelopen huwelijk slaat Shirina nogal door. Ze maakt een afspraak voor een borstvergroting bij de kliniek Estas, waar ze van cup A naar cup C gaat. Ze leert daar de lesbische Noor Barends kennen, die net een borst heeft laten amputeren. Shirina beschouwt haar als een vriendin, maar als Noor Shirina de liefde verklaart, hapt deze uiteindelijk toe en krijgen de twee een relatie. De overige Pakhuis-bewoners vinden het maar vreemd en uiteindelijk leidt dit ook tot een breuk tussen Shirina en Noor.

### Relatie met Sven
Vervolgens krijgt Shirina een relatie met een patiënt, Sven. De twee hebben het erg leuk samen, maar Sven blijkt een oplichter te zijn die Shirina geld aftroggelt. Ze komt hierdoor aardig in de schulden, maar weet zich er uiteindelijk toch uit te redden.

### Oorlogsverleden
Shirina heeft als kind de burgeroorlog in Bosnië meegemaakt. Jaren later komen de herinneringen opeens weer boven en wordt ze doorverwezen naar een psycholoog. Deze adviseert haar om haar oorlogsverleden te verwerken in Bosnië en dit doet ze dan ook. Het verwerken van dit trauma krijgt de kijker niet te zien, aangezien Shirina enkele maanden uit beeld verdwijnt.

### Het geloof
Shirina keert terug op de dag dat haar ex-man Daan Starrenburg in het huwelijk treedt met Malú Branca. In eerste instantie heeft ze hier best moeite mee, maar ze legt het uiteindelijk naast zich neer. Daarna verdiept Shirina zich opeens erg in het geloof en besluit moslima te worden.

### Relatie met Ramses
In DOK leert Shirina de souschef Ramses van Egters kennen en al snel hebben de twee trouwplannen. Ramses is echter geen moslim, maar heeft alles voor Shirina over en besluit zich ook toe te gaan leggen op het geloof. Tot hun huwelijk hebben de twee geen seks, maar nadat Ramses en Shirina elkaar voor de imam eeuwige trouw hebben beloofd, ontdekt Shirina dat Ramses een bezoek aan de Amsterdamse Wallen heeft gebracht. Ze kan dit Ramses niet vergeven en verbreekt de relatie.

### Huwelijk met Ilyas
Vervolgens heeft Shirina gevoelens voor Ilyas Cabar, met wie ze al enkele jaren samenwerkt in het ziekenhuis. Ze doet er alles aan om zijn relatie met Esra Karadeniz kapot te krijgen en na een paar maanden flink stoken lukt het haar. Haar doel is bereikt, want Ilyas krijgt ook vlinders in zijn buik van Shirina. Shirina gaat vervolgens zo ver dat ze op het punt staat Anna Persijn te vermoorden door een kussen op haar gezicht te drukken, zodat Ilyas met het loterijgeld kan werken aan een nieuw project. Uiteindelijk pleegt ze de moord niet en treedt ze in het huwelijk met Ilyas. Al snel na de bruiloft blijkt Ilyas alleen maar bezig te zijn met zijn werk, terwijl Shirina zwanger is. Het drijft Shirina tot waanzin en ze pleegt zelf abortus door een abortuspil te slikken. Deze actie zorgt voor nog meer ruzies en de twee groeien steeds verder uit elkaar. Uiteindelijk is het Ilyas die definitief een einde wil maken aan de relatie en zijn spullen pakt. Ondertussen bindt Shirina de strijd aan met kanker, waarbij haar baarmoeder en eierstokken worden verwijderd.

### Kinderwens
Door middel van een vervelend ongeluk - Shirina rijdt Ilyas aan en sleept hem enkele tientallen meters mee - groeien Ilyas en Shirina weer naar elkaar toe. Hun relatie wordt een stuk stabieler en de twee besluiten zelfs een kindje te willen. Aangezien Shirina niet meer op de natuurlijke weg zwanger kan raken, gaan ze op zoek naar een draagmoeder. Eerst komt Linda Smit in beeld, maar die haakt af wanneer ze een bevalling op de computer ziet. Dan geeft Esmee Klein aan dat ze de draagmoeder wil zijn. Shirina en Ilyas besluiten dat ze het goed vinden. Op dit moment is Esmee in verwachting van het kindje van Shirina en Ilyas.

## Betrekkingen

### Familie
- Driss Delic (vader)
- Faride Delic (moeder)
- Yassin Delic (broer)
- Nidal Delic (broer)
- Saliha Delic (zus)

### Huwelijken
- Daan Starrenburg (2005)
- Ramses van Egters (2008, niet voor de wet)
- Ilyas Cabar (2008-heden)

### Relaties
- Noor Barends (lesbisch)
- Sven van Santen
- Hugo van Walsum (onenightstand)

### Vrienden
Shirina kan het goed vinden met de meeste Pakhuis-bewoners, maar haar beste vriendin Iris Overbeek is een paar jaar terug naar Groningen verhuisd. Met barman JP kan Shirina ook goed overweg. Daarnaast heeft Shirina een haat-liefdeverhouding met Kyra Isarin en Bettina Wertheimer.